# Koroki Mahuta

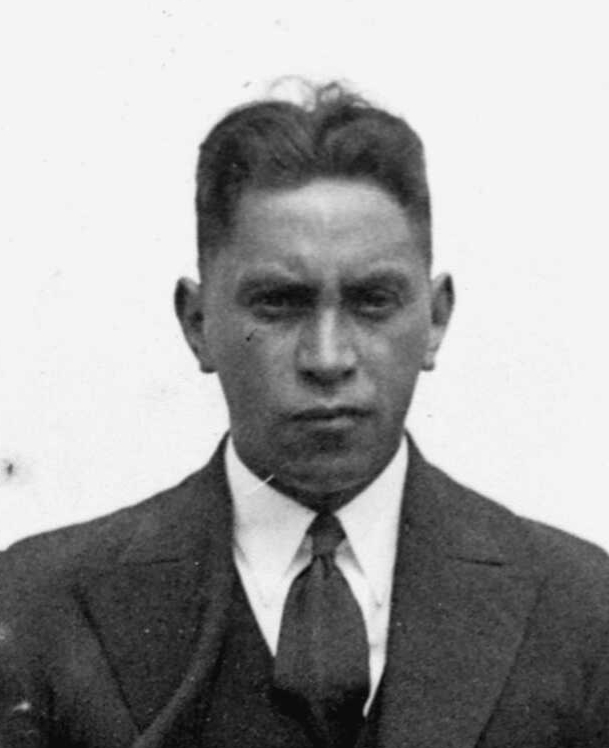
Koroki Mahuta im Jahr 1930

Koroki Mahuta (* 1908/09 in Waikato (Neuseeland); † 18. Mai 1966 in Ngāruawāhia, Waikato District) war Häuptling der Māori-Iwi in der Region Waikato und der fünfte König der Māori in Neuseeland. Er regierte von 1933 bis 1966.

## Leben
Koroki Mahuta war der ältere von zwei Söhnen von Te Rata Mahuta, dem vierten Māori-König. Seine Mutter war Te Uranga.
Sein Vater Te Rata starb am 1. Oktober 1933 nach längerer Krankheit. Koroki Mahuta wurde Nachfolger als König (Oberhaupt der Kīngitanga-Bewegung). Wie es für einen neuen Māori-König üblich war, nahm er den Titelnamen Pōtatau Te Wherowhero an.
Auf staatlicher Ebene hat der Māori-König keine Macht, er verkörpert vielmehr eine symbolische Rolle der Einheit unter den Ureinwohnern des Landes. Koroki Mahuta war zudem nicht gut auf sein Amt vorbereitet, da sein als Thronfolger vorgesehener jüngerer Bruder Taipu 1924 kurz nach seiner Ankunft am Wesley College starb.
Die Brüder seines Vaters sowie Prinzessin Te Puea Hērangi waren anfangs politisch sein Sprachrohr, er unterstützte deren Förderung der Entwicklung auf dem Land der Māori. Um 1930 arrangierte Te Puea Hērangi für ihn eine Ehe mit Te Atairangikaahu, der Tochter von Te Pueas Bruder Wanakore Hērangi.
Viele der Kontroversen in Korokis Regierungszeit betrafen den ständigen Kampf um die Aufrechterhaltung der Würde des Kīngitanga und seine Anerkennung sowohl durch die neuseeländische Regierung als auch andere Māori-Stämme. Nach der Gründung des Tainui Māori Trust Board im Jahr 1946 wurden Koroki staatliche Zuschüsse zur Deckung der Kosten seiner Regentschaft gewährt.
Eine Einladung zum Besuch seiner Residenz in Tūrangawaewae, die erstmals 1952 von Te Puea ausgesprochen wurde, wurde 1953 erneut an Königin Elisabeth II. herangetragen. Nach schwierigen Verhandlungen, die teilweise in letzter Minute geführt wurden, fand am 30. Dezember 1953 ein Kurzbesuch statt.
Koroki Mahuta starb am 18. Mai 1966. Seine Nachfolgerin als Königin wurde seine Tochter Piki, die den Namen ihrer Mutter, Te Atairangikaahu, angenommen hat.